# Fäktning vid europeiska spelen
Fäktning vid europeiska spelen är fäktningstävlingar som ingick i de europeiska spelen. Fäktning var en av de 20 sporter som fanns med vid de första europeiska spelen 2015.
Fäktning fanns inte med på programmet under andra upplagan 2019, men återvände till tredje upplagan 2023.

## Grenar
Programmet för fäktning i europeiska spelen bestod av två fler grenar än vid olympiska sommarspelen. 
|          |  |    |   |    |  |  |  |  |  |  |  |  |  |  |  |  |  |  |  |  |  |  |  |  |  |  |
| Fäktning |  | 12 | – | 12 |  |  |  |  |  |  |  |  |  |  |  |  |  |  |  |  |  |  |  |  |  |  |

## Medaljörer

### 2015
Se även Fäktning vid europeiska spelen 2015.
Herrar
| Gren                 | Guld                                                                          | Silver                                                                      | Brons                                                                      |
| Individuellt värja   | Ivan Trevejo (FRA)                                                            | Sergey Khodos (RUS)                                                         | Daniel Jerent (FRA) · Bartosz Piasecki (NOR)                               |
| Lag värja            | Frankrike Yannick Borel Ronan Gustin Daniel Jerent Ivan Trevejo               | Ryssland Sergey Bida Anton Glebko Dmitriy Gusev Sergey Khodos               | Italien Gabriele Bino Gabriele Cimini Marco Fischera Andrea Santarelli     |
| Individuellt florett | Alessio Foconi (ITA)                                                          | Timur Arslanov (RUS)                                                        | Jean Paul Tony-Hélissey (FRA) · Francesco Ingargiola (ITA)                 |
| Lag florett          | Storbritannien Richard Kruse Marcus Mepstead Benjamin Peggs Alex Tofalides    | Italien Alessio Foconi Francesco Ingargiola Lorenzo Nista Damiano Rosatelli | Ryssland Timur Arslanov Aleksey Khovanskiy Timur Safin Dmitry Zherebchenko |
| Individuellt sabel   | Andriy Yagodka (UKR)                                                          | Tiberiu Dolniceanu (ROU)                                                    | Luigi Miracco (ITA) · Alberto Pellegrini (ITA)                             |
| Lag sabel            | Italien Luigi Miracco Massimiliano Murolo Alberto Pellegrini Giovanni Repetti | Rumänien Alin Badea Mădălin Bucur Tiberiu Dolniceanu Iulian Teodosiu        | Tyskland Richard Hübers Björn Hübner Maximilian Kindler Robin Schrödter    |

Damer
| Gren                 | Guld                                                                          | Silver                                                                    | Brons                                                                    |
| Individuellt värja   | Ana Maria Brânză (ROU)                                                        | Yana Zvereva (RUS)                                                        | Simona Gherman (ROU) · Erika Kirpu (EST)                                 |
| Lag värja            | Rumänien Ana Maria Brânză Simona Gherman Simona Pop Amalia Tătăran            | Estland Julia Beljajeva Irina Embrich Erika Kirpu Katrina Lehis           | Italien Camilla Batini Brenda Briasco Giulia Rizzi Alberta Santuccio     |
| Individuellt florett | Alice Volpi (ITA)                                                             | Yana Alborova (RUS)                                                       | Adelina Zagidullina (RUS) · Valentina Cipriani (ITA)                     |
| Lag florett          | Ryssland Yana Alborova Anastasia Ivanova Diana Yakovlevna Adelina Zagidullina | Frankrike Gaëlle Gebet Julie Huin Chloé Jubenot Jéromine Mpah Njanga      | Italien Chiara Cini Valentina Cipriani Carolina Erba Alice Volpi         |
| Individuellt sabel   | Angelika Wątor (POL)                                                          | Sevil Bunyatova (AZE)                                                     | Sevinc Bunyatova (AZE) · Margaux Rifkiss (FRA)                           |
| Lag sabel            | Ukraina Olha Charlan Alina Komashchuk Olena Kravatska Olha Zhovnir            | Italien Sofia Ciaraglia Martina Criscio Rebecca Gargano Caterina Navarria | Ryssland Viktoriya Kovaleva Yana Obvintseva Mariya Ridel Tatiana Sukhova |

### 2023
Se även Fäktning vid europeiska spelen 2023.
Herrar
| Gren                  | Guld                                                                 | Silver                                                          | Brons                                                                       |  |  |  |
| Värja, individuellt   | Tristan Tulen · Nederländerna                                        | Miguel Frazão · Portugal                                        | Volodymyr Stankevytj · UkrainaManuel Bargues · Spanien                      |  |  |  |
| Värja, lag            | Ungern Tibor Andrásfi Máté Tamás Koch Dávid Nagy Gergely Siklósi     | Schweiz Alexis Bayard Théo Brochard Hadrien Favre Max Heinzer   | Italien Gabriele Cimini Davide Di Veroli Andrea Santarelli Federico Vismara |  |  |  |
|                       |                                                                      |                                                                 |                                                                             |  |  |  |
| Florett, individuellt | Michał Siess · Polen                                                 | Jonas Winterberg-Poulsen · Danmark                              | Stef Van Campenhout · BelgienLaurenz Rieger · Tyskland                      |  |  |  |
| Florett, lag          | Italien Alessio Foconi Daniele Garozzo Filippo Macchi Tommaso Marini | Frankrike Alexandre Ediri Enzo Lefort Maxime Pauty Rafael Savin | Tyskland Paul Luca Faul Alexander Kahl Luis Klein Laurenz Rieger            |  |  |  |
|                       |                                                                      |                                                                 |                                                                             |  |  |  |
| Sabel, individuellt   | Sandro Bazadze · Georgien                                            | Krzysztof Kaczkowski · Polen                                    | Áron Szilágyi · UngernWilliam Deary · Storbritannien                        |  |  |  |
| Sabel, lag            | Frankrike Boladé Apithy Sébastien Patrice Maxime Pianfetti Tom Seitz | Italien Luca Curatoli Michele Gallo Matteo Neri Luigi Samele    | Tyskland Raoul Bonah Lorenz Kempf Frederic Kindler Matyas Szabo             |  |  |  |

Damer
| Gren                  | Guld                                                                                            | Silver                                                                  | Brons                                                                    |  |  |  |
| Värja, individuellt   | Dzjoan Fejbi Bezjura · Ukraina                                                                  | Martyna Swatowska-Wenglarczyk · Polen                                   | Anna Kun · UngernAlexandra Ehler · Tyskland                              |  |  |  |
| Värja, lag            | Frankrike Marie-Florence Candassamy Alexandra Louis-Marie Auriane Mallo-Breton Coraline Vitalis | Ungern Lili Büki Anna Kun Eszter Muhari Dorina Wimmer                   | Italien Rossella Fiamingo Federica Isola Mara Navarria Alberta Santuccio |  |  |  |
|                       |                                                                                                 |                                                                         |                                                                          |  |  |  |
| Florett, individuellt | Julia Walczyk-Klimaszyk · Polen                                                                 | Flóra Pásztor · Ungern                                                  | Mălina Călugăreanu · RumänienGili Kuritzky · Israel                      |  |  |  |
| Florett, lag          | Italien Martina Batini Martina Favaretto Francesca Palumbo Alice Volpi                          | Frankrike Anita Blaze Morgane Patru Pauline Ranvier Ysaora Thibus       | Tyskland Leandra Behr Aliya Dhuique-Hein Leonie Ebert Anne Sauer         |  |  |  |
|                       |                                                                                                 |                                                                         |                                                                          |  |  |  |
| Sabel, individuellt   | Olha Charlan · Ukraina                                                                          | Ilinca Pantiș · Rumänien                                                | Theodora Gkountoura · GreklandEloisa Passaro · Italien                   |  |  |  |
| Sabel, lag            | Frankrike Manon Apithy-Brunet Sara Balzer Cécilia Berder Margaux Rifkiss                        | Italien Martina Criscio Rossella Gregorio Chiara Mormile Eloisa Passaro | Ungern Sugár Katinka Battai Renáta Katona Liza Pusztai Luca Szűcs        |  |  |  |